# Scorpaena hatizyoensis
Scorpaena hatizyoensis är en fiskart som beskrevs av Matsubara, 1943. Scorpaena hatizyoensis ingår i släktet Scorpaena och familjen Scorpaenidae. IUCN kategoriserar arten globalt som livskraftig. Inga underarter finns listade i Catalogue of Life.